# Discografia de Twice
A discografia de Twice, um grupo feminino sul-coreano, consiste em quatro álbuns de estúdio, três álbuns de compilações, quatro reedições, nove extended plays, um extended play de compilação e vinte e sete singles.  Com mais de 5,2 milhões de álbuns vendidos no mercado interno em junho de 2020, Twice é o grupo feminino mais vendido na Coreia do Sul. O grupo vendeu mais de 10 milhões de álbuns na Coreia do Sul e no Japão cumulativamente, em agosto de 2020.
Formado pela JYP Entertainment em 2015 através do programa de sobrevivência Sixteen, Twice estreou em outubro de 2015 com o lançamento de seu primeiro EP, The Story Begins, e seu single, "Like Ooh-Ahh".  O segundo EP do Twice, Page Two, e seu primeiro single, "Cheer Up", foram lançados em abril de 2016. "Cheer Up" estreou no topo da Gaon Digital Chart, tornando-se o primeiro hit nº 1 do grupo, e eventualmente se tornou a música digital com melhor desempenho de 2016 na Coreia do Sul. Em outubro de 2016, o grupo lançou seu terceiro EP, Twicecoaster: Lane 1, com o single "TT". O EP se tornou um dos álbuns mais vendidos de um grupo feminino na história da Gaon Album Chart, com cerca de 475.000 cópias vendidas em março de 2020.
Em 2017, a reedição de Twicecoaster: Lane 1, Twicecoaster: Lane 2, foi lançada em fevereiro e o quarto EP do grupo, Signal, foi lançado posteriormente em maio. Seu primeiro álbum de estúdio, Twicetagram, foi lançado em outubro e, posteriormente, relançado como Merry & Happy em dezembro. Os três primeiros lançamentos se tornaram os três álbuns mais vendidos de um grupo feminino em 2017. Em 2018, Twice lançou o quinto EP, What Is Love?, em abril (relançado como Summer Nights em julho) e o sexto, Yes or Yes, em novembro (relançado como The Year of "Yes" em dezembro), e mantiveram o status de grupo feminino mais vendido do ano.
No Japão, Twice estreou em junho de 2017 com seu primeiro álbum de compilação japonês, #Twice, ganhando sua primeira certificação de platina da Recording Industry Association of Japan (RIAJ). O primeiro e segundo singles japoneses do grupo, "One More Time" e "Candy Pop", também foram certificados de platina pelo RIAJ. O terceiro single, "Wake Me Up", foi certificado com platina 2x, tornando-se o primeiro single físico de uma artista estrangeira a receber essa certificação. Os três primeiros singles foram posteriormente incluídos no álbum de estúdio japonês de estreia certificado de platina de Twice, BDZ (2018). Em 2019, o quarto e o quinto singles de Twice, "Happy Happy" e "Breakthrough", foram lançados em julho como o projeto de conceito duplo, e estendeu o recorde do grupo de certificações consecutivas de platina. Ambos os singles apareceram no segundo álbum de estúdio japonês do grupo, &Twice, que chegou em novembro de 2019.

## Álbuns

### Álbuns de estúdio
| Título                                                                                   | Detalhes | Melhores posições nas tabelas | Melhores posições nas tabelas | Melhores posições nas tabelas | Melhores posições nas tabelas | Melhores posições nas tabelas | Melhores posições nas tabelas | Vendas                                                                | Certifiçações      |
| Título                                                                                   | Detalhes | COR                           | JAP                           | JAP Hot                       | FRA Dig.                      | EUA Heat.                     | EUA World                     | Vendas                                                                | Certifiçações      |
| Coreano                                                                                  | Coreano | Coreano                       | Coreano                       | Coreano                       | Coreano                       | Coreano                       | Coreano                       | Coreano                                                               | Coreano            |
| ---------------------------------------------------------------------------------------- | --- | ----------------------------- | ----------------------------- | ----------------------------- | ----------------------------- | ----------------------------- | ----------------------------- | --------------------------------------------------------------------- | ------------------ |
| Twicetagram                                                                              | - Lançamento: 30 de outubro de 2017 - Gravadoras: JYP Entertainment - Formatos: CD, download digital, streaming                                                    | 1                             | 7                             | 12                            | 195                           | 10                            | 1                             | - COR: 443,073 - JAP (Fís.): 132,598 - JAP (Dig.): 3,708 - EUA: 1,000 |                    |
| Eyes Wide Open                                                                           | - Lançamento: 26 de outubro de 2020 - Gravadoras: JYP Entertainment, Republic - Formatos: CD, download digital, streaming                                          | 2                             | 5                             | ASA                           | —                             | 4                             | 8                             | - COR: 608,208 - JAP (Fís.): 57,693 - JAP (Dig.): 2,295               | - KMCA: 2× Platina |
| Formula of Love: O+T=<3                                                                  | - Lançamento: 12 de novembro de 2021 - Gravadoras: JYP Entertainment, Republic - Formatos: CD, download digital, streaming                                         | 1                             | 2                             | 17                            |                               | 3                             | 1                             |                                                                       | - KMCA: 3× Platina |
| Japonês                                                                                  | |                               |                               |                               |                               |                               |                               |                                                                       |                    |
| BDZ                                                                                      | - Lançamento: 12 de setembro de 2018 (JAP) - Relançamento: 26 de outubro de 2018 (JAP) - Gravadora: Warner Music Japan - Formatos: CD, download digital, streaming | —                             | 1                             | 1                             | —                             | —                             | —                             | - : 353,947 (Fís.) - : 6,108 (Dig.)                                   | - : Platina        |
| &Twice                                                                                   | - Lançamento: 20 de novembro de 2019 (JAP) - Gravadora: Warner Music Japan - Formatos: CD, download digital, streaming                                             | —                             | 1                             | 1                             | —                             | —                             | —                             | - : 250,000 (Fís.)                                                    | - : Platina        |
| Perfect World                                                                            | - Lançamento: 28 de julho de 2021 (JAP) - Gravadoras: Warner Music Japan - Formatos: CD, download digital, streaming                                               |                               |                               |                               |                               |                               |                               |                                                                       |                    |
| "—" indica lançamentos que não figuraram nas paradas ou não foram lançados nessa região. | |                               |                               |                               |                               |                               |                               |                                                                       |                    |

### Álbuns de compilação
| #Twice                                                                                   | - Lançamento: 28 de junho de 2017 (JAP) - Gravadora: Warner Music Japan - Formatos: CD, download digital, streaming    | 2 | 2 | 8 | - : 326,938 (Fís.) - : 27,645 (Dig.) | - : Platina |
| #Twice2                                                                                  | - Lançamento: 6 de março de 2019 (JAP) - Gravadora: Warner Music Japan - Formatos: CD, download digital, streaming     | 1 | 1 | — | - : 311,253 (Fís.) - : 8,364 (Dig.)  | - : Platina |
| #Twice3                                                                                  | - Lançamento: 16 de setembro de 2020 (JAP) - Gravadora: Warner Music Japan - Formatos: CD, download digital, streaming | 1 | 1 | — | - : 121,357 (Fís.) - : 2,278 (Dig.)  |             |
| "—" indica lançamentos que não figuraram nas paradas ou não foram lançados nessa região. | |   |   |   |                                      |             |

### Reedições
| Twicecoaster: Lane 2                                                                     | - Lançamento: 20 de fevereiro de 2017 - Gravadora: JYP Entertainment, Republic - Formatos: CD, download digital e streaming | 1 | 13 | —  | 4 | - : 353,138 - : 139,067                         |             |
| Merry & Happy                                                                            | - Lançamento: 11 de dezembro de 2017 - Gravadora: JYP Entertainment, Republic - Formatos: CD, download digital e streaming  | 1 | 8  | 38 | — | - : 255,388 - : 132,598 (Fís.) - : 1,436 (Dig.) |             |
| Summer Nights                                                                            | - Lançamento: 9 de julho de 2018 - Gravadora: JYP Entertainment, Republic - Formatos: CD, download digital e streaming      | 1 | 4  | 14 | 4 | - : 382,040 - : 104,323 (Fís.) - : 2,350 (Dig.) | - : Platina |
| The Year of "Yes"                                                                        | - Lançamento: 12 de dezembro de 2018 - Gravadora: JYP Entertainment, Republic - Formatos: CD, download digital e streaming  | 2 | 3  | 72 | — | - : 216,029 - : 186,392                         |             |
| "—" indica lançamentos que não figuraram nas paradas ou não foram lançados nessa região. | |   |    |    |   |                                                 |             |

## Extended plays
Comercializados pela JYP Entertainment como "mini-album".
| Título                                                                                   | Detalhes | Melhores posições nas tabelas | Melhores posições nas tabelas | Melhores posições nas tabelas | Melhores posições nas tabelas | Melhores posições nas tabelas | Melhores posições nas tabelas | Melhores posições nas tabelas | Melhores posições nas tabelas | Melhores posições nas tabelas | Melhores posições nas tabelas | Vendas                                                    | Certificações  |
| Título                                                                                   | Detalhes | COR                           | AUS                           | JAP                           | JAP Hot                       | FRA Dig.                      | ESP                           | UK Down                       | EUA                           | EUA Heat.                     | EUA World                     | Vendas                                                    | Certificações  |
| ---------------------------------------------------------------------------------------- | --- | ----------------------------- | ----------------------------- | ----------------------------- | ----------------------------- | ----------------------------- | ----------------------------- | ----------------------------- | ----------------------------- | ----------------------------- | ----------------------------- | --------------------------------------------------------- | -------------- |
| The Story Begins                                                                         | - Lançamento: 20 de outubro de 2015 (COR) - Gravadora: JYP Entertainment, Republic - Formatos: CD, download digital e streaming                                        | 3                             | —                             | 43                            | —                             | —                             | —                             | —                             | —                             | —                             | 15                            | - : 203,969 - : 47,448 - : 4,000                          |                |
| Page Two                                                                                 | - Lançamento: 25 de abril de 2016 (COR) - Gravadora: JYP Entertainment, Republic - Formatos: CD, download digital e streaming                                          | 2                             | —                             | 16                            | —                             | —                             | —                             | —                             | —                             | —                             | 6                             | - : 316,557 - : 58,220                                    |                |
| Twicecoaster: Lane 1                                                                     | - Lançamento: 24 de outubro de 2016 (COR) - Relançamento: 19 de dezembro de 2016 - Gravadora: JYP Entertainment, Republic - Formatos: CD, download digital e streaming | 1                             | —                             | 10                            | —                             | —                             | —                             | —                             | —                             | —                             | 3                             | - : 477,739 - : 139,067 - : 1,000+                        |                |
| What's Twice?                                                                            | - Lançamento: 24 de fevereiro de 2017 (JAP) - Gravadora: Warner Music Japan - Formatos: Download digital e streaming                                                   | —                             | —                             | —                             | 16                            | —                             | —                             | —                             | —                             | —                             | —                             |                                                           |                |
| Signal                                                                                   | - Lançamento: 15 de maio de 2017 (COR) - Gravadora: JYP Entertainment, Republic - Formatos: CD, download digital e streaming                                           | 1                             | —                             | 11                            | —                             | —                             | —                             | —                             | —                             | 11                            | 3                             | - : 385,331 - : 65,331 - : 1,000                          |                |
| What Is Love?                                                                            | - Lançamento: 9 de abril de 2018 (COR) - Gravadora: JYP Entertainment, Republic - Formatos: CD, download digital e streaming                                           | 2                             | —                             | 2                             | 10                            | —                             | —                             | —                             | —                             | 13                            | 3                             | - : 406,000 - : 112,694 (Fís.) - : 4,327 (Dig.)           | - : Platina    |
| Yes or Yes                                                                               | - Lançamento: 5 de novembro de 2018 (COR) - Gravadora: JYP Entertainment, Republic - Formatos: CD, download digital e streaming                                        | 1                             | —                             | 1                             | 7                             | 125                           | —                             | —                             | —                             | 13                            | 7                             | - : 378,570 - : 186,392 (Fís.) - : 5,318 (Dig.)           | - : Platina    |
| Fancy You                                                                                | - Lançamento: 22 de abril de 2019 (COR) - Gravadora: JYP Entertainment, Republic - Formatos: CD, download digital e streaming                                          | 2                             | 22                            | 1                             | 11                            | 54                            | 88                            | —                             | —                             | 4                             | 4                             | - : 417,058 - : 128,490 (Fis.) - : 4,289 (Dig.) - : 1,000 | - : Platina    |
| Feel Special                                                                             | - Lançamento: 23 de setembro de 2019 (COR) - Gravadora: JYP Entertainment, Republic - Formatos: CD, download digital e streaming                                       | 1                             | —                             | 3                             | 13                            | 35                            | 47                            | 42                            | —                             | 10                            | 6                             | - : 453,427 - : 102,893 (Fís.) - : 3,461 (Dig.) - : 1,000 | - : Platina    |
| More & More                                                                              | - Lançamento: 1 de junho de 2020 (COR) - Gravadora: JYP Entertainment, Republic - Formatos: CD, download digital estreaming                                            | 1                             | —                             | 1                             | 3                             | —                             | —                             | 25                            | 200                           | 3                             | 2                             | - : 566,853 - : 121,256 (Fís.) - : 2,931 (Dig.)           | - : 2× Platina |
| Taste of Love                                                                            | - Lançamento: 11 de junho de 2021 (COR) - Gravadoras: JYP Entertainment, Republic - Formatos: CD, download digital, streaming                                          |                               |                               |                               |                               |                               |                               |                               |                               |                               |                               |                                                           |                |
| Between 1&2                                                                              | - Lançamento: 26 de agosto de 2022 - Gravadoras: JYP Entertainment, Republic - Formatos: CD, download digital, streaming                                               | 2                             | —                             | 2                             | —                             | —                             | —                             | 23                            | 3                             |                               | 1                             |                                                           |                |
| Ready to Be                                                                              | - Lançamento: 10 de março de 2023 - Gravadoras: JYP Entertainment, Republic - Formatos: CD, LP, download digital, streaming                                            | 1                             | —                             | 3                             | 15                            | 15                            | —                             | 17                            | 2                             | —                             | 1                             | - KOR: 1,688,387 - JPN: 59,128 - US: 230,000              | - Platina      |
| "—" indica lançamentos que não figuraram nas paradas ou não foram lançados nessa região. | |                               |                               |                               |                               |                               |                               |                               |                               |                               |                               |                                                           |                |

## Singles
| Título                                                                                   | Ano  | Melhores posições nas tabelas | Melhores posições nas tabelas | Melhores posições nas tabelas | Melhores posições nas tabelas | Melhores posições nas tabelas | Melhores posições nas tabelas | Melhores posições nas tabelas | Melhores posições nas tabelas | Vendas                               | Certificações                            | Álbum                         |
| Título                                                                                   | Ano  | COR                           | COR Hot                       | CAN                           | JAP                           | JAP Hot                       | JAP Dig.                      | NZ Hot                        | US World                      | Vendas                               | Certificações                            | Álbum                         |
| ---------------------------------------------------------------------------------------- | ---- | ----------------------------- | ----------------------------- | ----------------------------- | ----------------------------- | ----------------------------- | ----------------------------- | ----------------------------- | ----------------------------- | ------------------------------------ | ---------------------------------------- | ----------------------------- |
| "Like Ooh-Ahh" (Ooh-Ahh하게)                                                             | 2015 | 10                            | —                             | —                             | —                             | 27                            | —                             | —                             | 6                             | - : 2,500,000                        |                                          | The Story Begins              |
| "Cheer Up"                                                                               | 2016 | 1                             | 53                            | —                             | —                             | 23                            | —                             | —                             | 3                             | - : 2,737,015                        |                                          | Page Two                      |
| "TT"                                                                                     | 2016 | 1                             | 36                            | —                             | —                             | 3                             | 17                            | —                             | 2                             | - : 2,500,000 - : 100,000 - : 33,000 | - : Prata - : Ouro (Dig.)                | Twicecoaster: Lane 1 e #Twice |
| "Knock Knock"                                                                            | 2017 | 1                             | 25                            | —                             | —                             | 15                            | —                             | —                             | 5                             | - : 2,500,000 - : 3,000              |                                          | Twicecoaster: Lane 2          |
| "Signal"                                                                                 | 2017 | 1                             | 1                             | —                             | —                             | 4                             | —                             | —                             | 3                             | - : 1,250,964                        |                                          | Signal                        |
| "One More Time"                                                                          | 2017 | —                             | —                             | —                             | 1                             | 1                             | —                             | —                             | 8                             | - : 265,777 (Fís.)                   | - : Platina                              | BDZ                           |
| "Likey"                                                                                  | 2017 | 1                             | 1                             | —                             | —                             | 2                             | —                             | —                             | 1                             | - : 2,500,000 - : 5,000              |                                          | Twicetagram                   |
| "Heart Shaker"                                                                           | 2017 | 1                             | 1                             | —                             | —                             | 4                             | 5                             | —                             | 2                             | - : 2,500,000 - : 13,333             |                                          | Merry & Happy                 |
| "Candy Pop"                                                                              | 2018 | —                             | —                             | —                             | 1                             | 1                             | 14                            | —                             | —                             | - : 341,773 (Fís.) - : 29,326        | - : Platina (Fís.)                       | BDZ                           |
| "What Is Love?"                                                                          | 2018 | 1                             | 1                             | —                             | —                             | 6                             | 5                             | —                             | 3                             | - : 2,500,000 - : 15,735             | - : Platina - : Platina (Dig.) - : Prata | What Is Love? e #Twice2       |
| "Wake Me Up"                                                                             | 2018 | —                             | —                             | —                             | 1                             | 1                             | 14                            | —                             | —                             | - : 359,289 (Fis.) - : 19,378        | - : 2× Platina                           | BDZ                           |
| "I Want You Back"                                                                        | 2018 | —                             | —                             | —                             | —                             | 12                            | 7                             | —                             | 20                            | - : 50,332                           |                                          | BDZ                           |
| "Dance The Night Away"                                                                   | 2018 | 1                             | 1                             | —                             | —                             | 5                             | 11                            | —                             | 2                             | - : 2,500,000 - : 12,705             | - : Platina - : Platina (Dig.)           | Summer Nights                 |
| "BDZ"                                                                                    | 2018 | —                             | —                             | —                             | —                             | 7                             | —                             | —                             | 23                            |                                      |                                          | BDZ                           |
| "Stay by My Side"                                                                        | 2018 | —                             | —                             | —                             | —                             | 23                            | 11                            | —                             | —                             | - : 6,289                            |                                          | BDZ                           |
| "Yes or Yes"                                                                             | 2018 | 1                             | 2                             | —                             | —                             | 5                             | 14                            | —                             | 5                             | - : 15,954                           | - : Platina - : Prata                    | Yes or Yes                    |
| "The Best Thing I Ever Did" (올해 제일 잘한 일)                                          | 2018 | 27                            | 22                            | —                             | —                             | 67                            | —                             | —                             | 17                            |                                      |                                          | The Year of "Yes"             |
| "Fancy"                                                                                  | 2019 | 3                             | 3                             | —                             | —                             | 4                             | 8                             | 17                            | 4                             | - : 16,963 - : 2,000                 | - : Prata                                | Fancy You                     |
| "Happy Happy"                                                                            | 2019 | —                             | —                             | —                             | 2                             | 2                             | 19                            | —                             | —                             | - : 316,044 (Fís.) - : 5,653         | - : Platina (Fís.)                       | &Twice                        |
| "Breakthrough"                                                                           | 2019 | —                             | 99                            | —                             | 2                             | 1                             | —                             | —                             | 11                            | - : 326,794 (Fís.)                   | - : Platina (Fís.)                       | &Twice                        |
| "Feel Special"                                                                           | 2019 | 9                             | 1                             | 82                            | —                             | 4                             | 13                            | 8                             | 1                             | - : 8,424 - : 2,000                  | - : Prata                                | Feel Special                  |
| "Fake & True"                                                                            | 2019 | —                             | —                             | —                             | —                             | 19                            | —                             | —                             | —                             |                                      |                                          | &Twice                        |
| "Swing"                                                                                  | 2020 | —                             | —                             | —                             | —                             | 42                            | —                             | —                             | —                             |                                      |                                          | &Twice                        |
| "More & More"                                                                            | 2020 | 4                             | 2                             | —                             | —                             | 3                             | 10                            | 12                            | 2                             | - : 10,361                           |                                          | More & More                   |
| "Fanfare"                                                                                | 2020 | —                             | —                             | —                             | 1                             | 1                             | 18                            | —                             | —                             | - : 220,154 (Fís.)                   | - : Platina (Fís.)                       | Perfect World                 |
| "I Can't Stop Me"                                                                        | 2020 | 10                            | 5                             | —                             | —                             | 5                             | 9                             | 13                            | 1                             | - : 8,802                            |                                          | Eyes Wide Open                |
| "Better"                                                                                 | 2020 | ASA                           | ASA                           | ASA                           | ASA                           | ASA                           | ASA                           | ASA                           | ASA                           | ASA                                  | ASA                                      | Perfect World                 |
| "Kura Kura                                                                               | 2021 |                               |                               |                               |                               |                               |                               |                               |                               |                                      |                                          | Perfect World                 |
| "Alcohol-Free"                                                                           | 2021 |                               |                               |                               |                               |                               |                               |                               |                               |                                      |                                          | Taste of Love                 |
| "Perfect World"                                                                          | 2021 |                               |                               |                               |                               |                               |                               |                               |                               |                                      |                                          | Perfect World                 |
| "The Feels                                                                               | 2021 |                               |                               |                               |                               |                               |                               |                               |                               |                                      | Adicionado à nenhum álbum                |                               |
| "—" indica lançamentos que não figuraram nas paradas ou não foram lançados nessa região. |      |                               |                               |                               |                               |                               |                               |                               |                               |                                      |                                          |                               |

## Outras canções cartografadas
| Título                                                                                   | Ano  | Posições nas tabelas | Posições nas tabelas | Posições nas tabelas | Posições nas tabelas | Vendas      | Álbum                |
| Título                                                                                   | Ano  | COR                  | COR Hot.             | JAP Hot.             | EUA World            | Vendas      | Álbum                |
| ---------------------------------------------------------------------------------------- | ---- | -------------------- | -------------------- | -------------------- | -------------------- | ----------- | -------------------- |
| "Do It Again" (다시 해줘)                                                                | 2015 | 127                  | —                    | —                    | —                    | - : 14,471  | The Story Begins     |
| "Going Crazy" (미쳤나봐)                                                                 | 2015 | 164                  | —                    | —                    | —                    | - : 10,882  | The Story Begins     |
| "Truth"                                                                                  | 2015 | 207                  | —                    | —                    | —                    | - : 7,080   | The Story Begins     |
| "Like a Fool"                                                                            | 2015 | 243                  | —                    | —                    | —                    | - : 5,895   | The Story Begins     |
| "Candy Boy"                                                                              | 2015 | 268                  | —                    | —                    | —                    | - : 5,460   | The Story Begins     |
| "Precious Love" (소중한 사랑)                                                            | 2016 | 73                   | —                    | —                    | —                    | - : 44,105  | Page Two             |
| "Touchdown"                                                                              | 2016 | 86                   | —                    | —                    | —                    | - : 39,181  | Page Two             |
| "Woohoo"                                                                                 | 2016 | 108                  | —                    | —                    | —                    | - : 26,187  | Page Two             |
| "Tuk Tok" (ko)                                                                           | 2016 | 112                  | —                    | —                    | —                    | - : 25,355  | Page Two             |
| "My Headphones On" (Headphone 써)                                                        | 2016 | 133                  | —                    | —                    | —                    | - : 23,058  | Page Two             |
| "1 to 10"                                                                                | 2016 | 35                   | —                    | —                    | —                    | - : 51,243  | Twicecoaster: Lane 1 |
| "One in a Million"                                                                       | 2016 | 55                   | —                    | —                    | —                    | - : 40,724  | Twicecoaster: Lane 1 |
| "Ponytail"                                                                               | 2016 | 67                   | —                    | —                    | —                    | - : 33,140  | Twicecoaster: Lane 1 |
| "Jelly Jelly"                                                                            | 2016 | 68                   | —                    | —                    | —                    | - : 33,376  | Twicecoaster: Lane 1 |
| "Pit-A-Pat"                                                                              | 2016 | 75                   | —                    | —                    | —                    | - : 30,884  | Twicecoaster: Lane 1 |
| "Next Page"                                                                              | 2016 | 78                   | —                    | —                    | —                    | - : 30,583  | Twicecoaster: Lane 1 |
| "Ice Cream" (녹아요)                                                                     | 2017 | 19                   | —                    | —                    | 18                   | - : 62,170  | Twicecoaster: Lane 2 |
| "Only You" (Only 너)                                                                     | 2017 | 56                   | —                    | —                    | —                    | - : 32,978  | Signal               |
| "Three Times a Day" (하루에 세번)                                                        | 2017 | 57                   | —                    | —                    | —                    | - : 31,780  | Signal               |
| "Someone Like Me"                                                                        | 2017 | 78                   | —                    | —                    | —                    | - : 27,741  | Signal               |
| "Hold Me Tight"                                                                          | 2017 | 80                   | —                    | —                    | —                    | - : 26,658  | Signal               |
| "Eye Eye Eyes"                                                                           | 2017 | 82                   | —                    | —                    | —                    | - : 26,411  | Signal               |
| "Luv Me"                                                                                 | 2017 | —                    | —                    | 38                   | —                    |             | One More Time        |
| "Turtle" (거북이)                                                                        | 2017 | 26                   | —                    | —                    | —                    | - : 48,485  | Twicetagram          |
| "Missing U"                                                                              | 2017 | 46                   | 15                   | —                    | —                    | - : 35,213  | Twicetagram          |
| "Wow"                                                                                    | 2017 | 86                   | 17                   | —                    | —                    | - : 22,128  | Twicetagram          |
| "24/7"                                                                                   | 2017 | 95                   | 18                   | —                    | —                    | - : 21,665  | Twicetagram          |
| "FFW"                                                                                    | 2017 | 97                   | 20                   | —                    | —                    | - : 20,773  | Twicetagram          |
| "You in My Heart" (널 내게 담아)                                                         | 2017 | —                    | 19                   | —                    | —                    | - : 20,934  | Twicetagram          |
| "Look at Me" (날 바라바라봐)                                                             | 2017 | —                    | 21                   | —                    | —                    | - : 20,725  | Twicetagram          |
| "Love Line"                                                                              | 2017 | —                    | 22                   | —                    | —                    | - : 20,313  | Twicetagram          |
| "Ding Dong"                                                                              | 2017 | —                    | 23                   | —                    | —                    | - : 20,168  | Twicetagram          |
| "Don't Give Up" (힘내!)                                                                  | 2017 | —                    | 24                   | —                    | —                    | - : 19,796  | Twicetagram          |
| "Jaljayo Good Night" (잘자요 굿나잇)                                                     | 2017 | —                    | 25                   | —                    | —                    | - : 19,774  | Twicetagram          |
| "Rollin'"                                                                                | 2017 | —                    | 16                   | —                    | —                    | - : 19,552  | Twicetagram          |
| "Merry & Happy"                                                                          | 2017 | 24                   | 21                   | 54                   | 12                   | - : 100,322 | Merry & Happy        |
| "Brand New Girl"                                                                         | 2018 | —                    | —                    | 26                   | —                    |             | Candy Pop            |
| "Sweet Talker"                                                                           | 2018 | —                    | 22                   | —                    | —                    |             | What Is Love?        |
| "Ho!"                                                                                    | 2018 | —                    | 30                   | —                    | —                    |             | What Is Love?        |
| "Chillax"                                                                                | 2018 | 65                   | 12                   | —                    | 9                    |             | Summer Nights        |
| "Shot Thru the Heart"                                                                    | 2018 | —                    | —                    | —                    | 12                   |             | Summer Nights        |
| "Be as One"                                                                              | 2018 | —                    | —                    | 94                   | —                    |             | BDZ                  |
| "Rainbow"                                                                                | 2019 | —                    | 94                   | —                    | —                    |             | Feel Special         |
| "Get Loud"                                                                               | 2019 | —                    | 95                   | —                    | —                    |             | Feel Special         |
| "Trick It"                                                                               | 2019 | —                    | 96                   | —                    | —                    |             | Feel Special         |
| "Love Foolish"                                                                           | 2019 | —                    | 97                   | —                    | —                    |             | Feel Special         |
| "21:29"                                                                                  | 2019 | —                    | 98                   | —                    | —                    |             | Feel Special         |
| "Oxygen"                                                                                 | 2020 | —                    | 90                   | —                    | —                    |             | More & More          |
| "—" indica lançamentos que não figuraram nas paradas ou não foram lançados nessa região. |      |                      |                      |                      |                      |             |                      |

## Videografia

### Álbuns de vídeo
| Título                                                                                   | Detalhes | Posição | Posição     | Vendas     |
| Título                                                                                   | Detalhes | JAP DVD | JAP Blu-ray | Vendas     |
| ---------------------------------------------------------------------------------------- | --- | ------- | ----------- | ---------- |
| Twice TV 2: One In A Million                                                             | - Lançamento: 29 de julho de 2016 (COR) - Gravadora: JYP Entertainment - Formato: DVD                              | —       | —           |            |
| Twice TV 3: Jeju Island                                                                  | - Lançamento: 2 de novembro de 2016 (COR) - Gravadoras: IMBC e KT Music - Formato: DVD                             | —       | —           |            |
| Twice TV 4                                                                               | - Lançamento: 1 de maio de 2017 (COR) - Gravadoras: IMBC e KT Music - Formato: DVD                                 | —       | —           |            |
| Twice Super Event DVD                                                                    | - Lançamento: 25 de agosto de 2017 (COR) - Gravadora: JYP Entertainment - Formato: DVD                             | —       | —           |            |
| Twice Debut Showcase "Touchdown in Japan"                                                | - Lançamento: 20 de dezembro eu 2017 (JAP) - Gravadora: Warner Music Japan - Formatos: DVD e Blu-ray               | 4       | 7           | - : 64,269 |
| Twiceland -The Opening-                                                                  | - Lançamento: 30 de janeiro de 2018 (COR) - Gravadoras: JYP Entertainment e Play Company - Formatos: DVD e Blu-ray | —       | —           |            |
| Twice TV 5: Twice in Switzerland                                                         | - Lançamento: 31 de janeiro de 2018 (COR) - Gravadora: JYP Entertainment - Formato: DVD                            | —       | —           |            |
| Twiceland - The Opening [Encore]                                                         | - Lançamento: 19 de julho de 2018 (COR) - Gravadoras: JYP Entertainment e Play Company - Formatos: DVD e Blu-ray   | —       | —           |            |
| Twice TV 6: Twice in Singapore                                                           | - Lançamento: 11 de setembro de 2018 (COR) - Gravadora: IMBC - Formato: DVD                                        | —       | —           |            |
| Twice Fanmeeting Once Begins                                                             | - Lançamento: 21 de dezembro de 2018 (COR) - Gravadoras: JYP Entertainment e Play Company - Formatos: DVD, Blu-ray | —       | —           |            |
| Twice TV 2018                                                                            | - Lançamento: 18 de março de 2019 (COR) - Gravadoras: JYP Entertainment e Play Company - Formato: DVD              | —       | —           |            |
| Twice 2nd Tour Twiceland Zone 2: Fantasy Park                                            | - Lançamento: 22 de agosto de 2019 (COR) - Gravadoras: JYP Entertainment e Play Company - Formatos: DVD e Blu-ray  | —       | —           |            |
| Twice Dome Tour 2019 "#Dreamday" in Tokyo Dome                                           | - Lançamento: 4 de março de 2020 (JAP) - Gravadora: Warner Music Japan - Formatos: DVD e Blu-ray                   | 1       | 3           | - : 57,795 |
| Twice World Tour 2019 'Twicelights' in Seoul                                             | - Lançamento: 9 de junho de 2020 (COR) - Gravadoras: JYP Entertainment e Play Company - Formatos: DVD e Blu-ray    | —       | —           |            |
| "—" indica lançamentos que não figuraram nas paradas ou não foram lançados nessa região. | |         |             |            |

### Videos musicais
| Título                                          | Ano  | Diretor(es)                                            | Ref.            |
| ----------------------------------------------- | ---- | ------------------------------------------------------ | --------------- |
| "Like Ooh-Ahh" (Ooh-Ahh하게)                    | 2015 | Naive Creative Production                              | [ 148 ]         |
| "Cheer Up"                                      | 2016 | Naive Creative Production                              | [ 149 ]         |
| "TT"                                            | 2016 | Naive Creative Production                              | [ 150 ]         |
| "Knock Knock"                                   | 2017 | Naive Creative Production                              | [ 151 ]         |
| "Signal"                                        | 2017 | Naive Creative Production                              | [ 152 ]         |
| "Signal (versão japonesa)"                      | 2017 | Naive Creative Production                              |                 |
| "TT (versão japonesa)"                          | 2017 | Jimmy (BS Pictures)                                    | [ 153 ]         |
| "One More Time"                                 | 2017 | Naive Creative Production                              | [ 154 ]         |
| "Likey"                                         | 2017 | Naive Creative Production                              | [ 155 ]         |
| "Heart Shaker"                                  | 2017 | Naive Creative Production                              | [ 156 ]         |
| "Merry & Happy"                                 | 2017 | Mustache Films                                         | [ 157 ]         |
| "Candy Pop"                                     | 2018 | Naive Creative Production Takahiko Kyōgoku (animation) | [ 158 ] [ 159 ] |
| "Brand New Girl"                                | 2018 | Jimmy (BS Pictures)                                    | [ 160 ]         |
| "What Is Love?"                                 | 2018 | Naive Creative Production                              | [ 161 ]         |
| "Wake Me Up"                                    | 2018 | Jimmy (BS Pictures)                                    | [ 162 ]         |
| "I Want You Back"                               | 2018 | Jimmy (BS Pictures)                                    | [ 163 ]         |
| "Dance the Night Away"                          | 2018 | Naive Creative Production                              | [ 164 ]         |
| "BDZ"                                           | 2018 | Naive Creative Production                              | [ 165 ]         |
| "Yes or Yes"                                    | 2018 | Naive Creative Production                              | [ 166 ]         |
| "The Best Thing I Ever Did" (올해 제일 잘한 일) | 2018 | Mustache Films                                         | [ 157 ]         |
| "Likey (versão japonesa)"                       | 2019 | Naive Creative Production                              |                 |
| "What is Love? (versão japonesa)"               | 2019 | Naive Creative Production                              |                 |
| "Fancy"                                         | 2019 | Naive Creative Production                              | [ 167 ]         |
| "Happy Happy"                                   | 2019 | Naive Creative Production                              | [ 168 ]         |
| "Breakthrough"                                  | 2019 | Naive Creative Production                              | [ 169 ]         |
| "Feel Special"                                  | 2019 | Naive Creative Production                              | [ 170 ]         |
| "Fake & True"                                   | 2019 | Vishop (Vikings League)                                | [ 171 ]         |
| "More & More"                                   | 2020 | Naive Creative Production                              |                 |
| "Fanfare"                                       | 2020 | Jakyoung Kim                                           | [ 172 ]         |
| "Fancy (versão japonesa)"                       | 2020 | Naive Creative Production                              |                 |
| "More & More (versão japonesa)"                 | 2020 | Naive Creative Production                              |                 |